# 青年报 (越南)

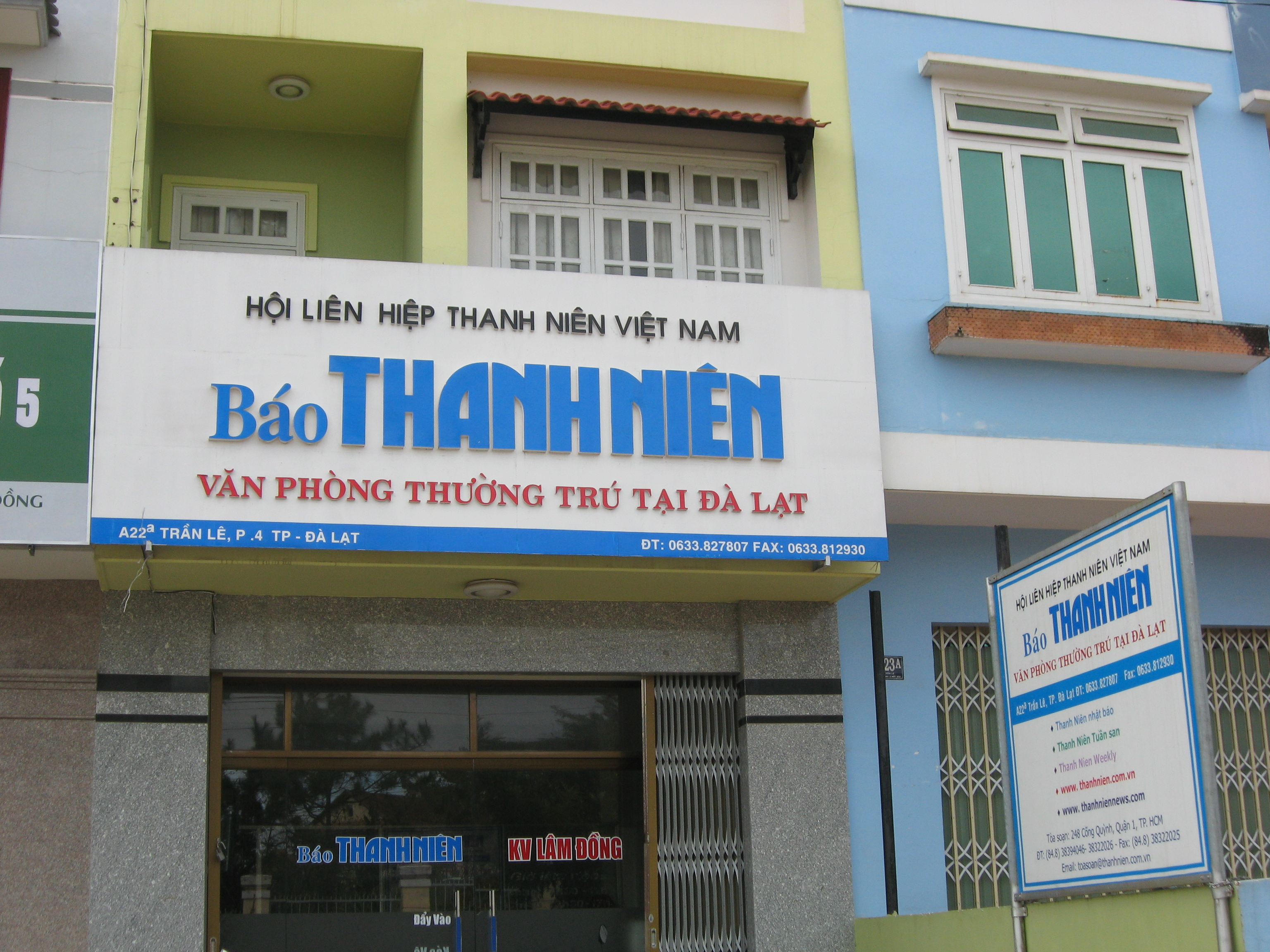
青年报位於林同省大叻市的办事处

青年报（越南语：／?）是一份總部位於越南胡志明市的报纸。截至2009年，它是越南发行量第二大的报纸，平均发行量为30万份。青年报每天以越南语发行。它是越南联合青年联盟的官方机关报。